# Az én lányom nem olyan
Az én lányom nem olyan 1937-ben bemutatott fekete-fehér magyar romantikus filmvígjáték Tolnay Klári, Ráday Imre és Rajnai Gábor főszereplésével.

## Történet
|  | Alább a cselekmény részletei következnek! |

Dr. Fekete Ferenc szerelmes Gittába, de a lány szülei ellenzik a kapcsolatukat és Ferit kitiltják a házukból.
Egyik este Feri egy asztaltársasággal a Mexican bárban mulat, ahová megérkezik Gitta a mamájával. Feri egy barátját, Dr. Kalocsay Sándort bízza meg azzal, hogy közvetítsen közte és Gitta között, és persze figyeljen rá, nehogy a lánynak valaki más udvaroljon.
Sándor a második kérést nem tudta teljesíteni, mivel időközben beleszeret Gittába.
Sándor nagybátyja feleségének, Annie néninek az az ötlete támad, hogy Sándort és Gittát összeházasítsa. Fogalma sincs arról, hogy ők már ismerik egymást.
Eközben Feri elhíreszteli, hogy beteg, és Katinkán keresztül megkéri Gittát, hogy látogassa meg őt. Sándor Gittától tudja meg, hogy Feri beteg, és ő is elmegy a lakására még Gitta előtt, de ott barátját egészségben találja, ezért hazaindul, de nem jut ki a házból, mert időközben megérkezik Gitta. Feri a hálószobába küldi őt, hogy a hátsó ajtón menjen ki, de az zárva van, ezért Sándor a hálószobában marad.
Gitta is nagyon meglepődik és Feri autójával elsiet a helyszínről. Az autóval hátulról nekimegy egy szekérnek, a rendőr pedig beviszi őt az őrszobára.
Gittáéknél éppen estély van. Katinka Feritől értesül a történetekről. Béla bácsit és Sándort küldi el Gittáért. Elviszik a estélyi ruháját is, így a lány át tud öltözni és el tud menni az estélyre.
Másnap megérkezik a szekér tulajdonosa, Harcsa úr. Gitta édesapja, Dr. Hubay Péter megtudja, hogy hol is volt a lánya az előző nap délutánján. Éppen kérdőre akarja vonni őt, amikor megérkezik Sándor, és megkéri Gitta kezét.
|  | Itt a vége a cselekmény részletezésének! |

## Szereplők
- Tolnay Klári – Gitta (Hubay Péter leánya)
- Ráday Imre – Dr. Kalocsay Sándor
- Rajnai Gábor – Hubay Péter
- Gombaszögi Ella – Gizi (Hubay Péter felesége)
- Kabos Gyula – Béla bácsi
- Vízváry Mariska – Annie néni
- Turay Ida – Katinka
- Greguss Zoltán – Dr. Fekete Ferenc
- Rózsahegyi Kálmán – Harcsa
- Gózon Gyula – kalauz
- Makláry Zoltán – pénzbeszedő
- Várkonyi Zoltán – Pista
- Sennyei Vera – Rózsi, bárhölgy
- További szereplők: Ladomerszky Margit, Haraszti Mici, László Lola, Donáth Ági, Bornemissza Éva, Vándory Margit, Pártos Erzsi, Kálmán Magda, Egry István, Köpeczi-Boócz Lajos, Komlós Vilmos, Földényi Éva, Bihary József